# زاهي ناضر
زاهي ناضر (1945) هو باحث وأكاديمي وعالم اجتماع لبناني، له عشرات الأبحاث والدراسات والمؤلفات في مجالات الفلسفة والأدب والثقافة الشعبية. كما فاز بجائزة مؤسسة الكويت للتقدم العلمي عن كتابه: «أمتالنا العامية - مدخل إلى دراسة الذهنية الشعبية» في العام 1998.

## سيرة
ولد زاهي جوزف ناضر، في بلدة البرانية حي المسيحيين قضاء بعلبك البقاع لبنان، في 20 تموز (يوليو) 1945، وحاز شهادة الثانوية العام في العام 1967، وشهادة دكتوراه في الفلسفة من جامعة القديس يوسف في لبنان في العام 1984، وعمل أستاذا في الجامعة اللبنانية لحين تقاعده، وكان مديرًا لمعهد العلوم الاجتماعية (الفرع الرابع)، وتسلم مرتين رئاسة حلقة الحوار الثقافي التي تهدف إلى الاهتمام بالتراث الوطني ومتابعة كيفية تفكير الطبقات الشعبية، وبالتالي رسم صورة للشخصية التقليدية للبنان.
ويعد ناضر باحثًا متخصصًا في مجالات الفلسفة والأدب والثقافة الشعبية، إذ شارك بالعديد من المؤتمرات والندوات التي عقدت في لبنان والعالم العربي، وهو عضو اتحاد الكتاب اللبنانيين، وعضو الهيئة الاستشارية لـمجلة الحداثة اللبنانية، ومن مؤسسيها مع رئيس تحريرها فرحان صالح، وشغل منصب أمين عام الهيئة التأسيسيّة لاتحاد الفلكلوريين العرب.

## مؤلفاته
لناضر عشرات الأبحاث والكتابات والمؤلفات في الثقافة والفلسفة، منها:
- إنسانيات الأمثال الشعبية اللبنانية - الجامعة اللبنانية [22]
- أمتالنا العامية - مدخل إلى دراسة الذهنية الشعبية - دار الحداثة، بيروت 1996 [23][3]
- الفلسفة وعلم النفس العلاقات والإشكالات - دار الحداثة، بيروت 1999[24]
- الفلسفات الشرقية: موضوعاتها، أعلامها، مدارسها - دار الحداثة، بيروت، 2002[25]
- ايديولوجـيا الأدوار والأرض الطوباويّة، التقليدات والتسميات والألقاب والشعارات - دار الحداثة، بيروت 2011[26]
- واقع الصناعات الحرفية - الحاجات والتحديات (بالاشتراك مع د. فرحان صالح، وبدعم من لجنة الاسكوا) ، الهيئة العامة لقصور الثقافة، مصر، ط.2: 2012[2]
- الثقافة الصحية والغذائية وأدابها في الأمثال الشعبية - دار الفارابي، بيروت 2019[27][28][29]